# Микков
Ми́кков — необитаемый остров в Белом море. Административно относится к Кандалакшскому району Мурманской области России.

## Расположение
Расположен в центральной части Кандалакшского залива на входе в губу Ковда на расстоянии около 14 километров от побережья Кольского полуострова — Кандалакшского берега, в 4,6 километрах к северо-востоку от села Ковда и в 5,5 километрах от посёлка Зеленоборский.
К югу, к западу и к северо-западу от Миккова лежит множество других островов, большинство из которых безымянны и имеют совсем небольшие размеры. Крупнейшие из близлежащих островов: Еловец, Березовец, Берёзовый, Кривой, Высокий, Марфица и Дристяной Баклыш. К югу и к западу от острова Микков начинается обширная песчаная отмель, соединяющая его с близлежащими островками.

## Описание
Остров имеет неровную, вытянутую с северо-запада на юго-восток, расширяющуюся к востоку форму с двумя заливами, вдающимися с юга и с севера и разделяющими остров на две части, оставляя перешеек шириной несколько десятков метров. Длина острова составляет около 1,6 километра, ширина — до 850 метров в широкой западной части.
Бо́льшая часть острова покрыта лесом, за исключением северо-западного окончания и перешейка в центральной части. На территории Миккова находится три небольшие пологие возвышенности, высотой до 9 метров в северо-западной части. На северо-западной возвышенности установлен геодезический пункт.
Остров Микков примечателен тем, что в его северо-восточной части расположен государственный геологический памятник природы регионального значения — «Гранитоиды острова Микков», представляющий собой естественное обнажение гранитоидов, возраст которых достигает 2,3-2,4 млрд лет.